# Исланд на Светском првенству у атлетици у дворани 2016.
Исланд је на 16. Светском првенству у атлетици у дворани 2016. одржаном у Портланду од 17. до 20. марта учествовао четрнаести пут. Репрезентацију Исланда представљала је 1 такмичарка, која се такмичили у трци на 800 метара.,
На овом првенству такмичарка Исланда није освојила ниједну медаљу. У табели успешности (према броју и пласману такмичара који су учествовали у финалним такмичењима (првих 8 такмичара) Исланд је са 1 учесником и 4 бода, делио 37. место.
| Плас. | Земља  | 1. место | 2. место | 3. место | 4. место | 5. место | 6. место | 7. место | 8. место | Бр. финал. | Бод. |
| ----- | ------ | -------- | -------- | -------- | -------- | -------- | -------- | -------- | -------- | ---------- | ---- |
| =37.  | Исланд | 0        | 0        | 0        | 0        | 1        | 0        | 0        | 0        | 1          | 4    |

## Учесници
Жене:
- Анита Хинриксдотир — 800 м

## Резултати

### Жене
| Атлетичарка        | Дисциплина | Лични рекорд | Квалификација | Квалификација | Финале   | Финале | Детаљи |
| Атлетичарка        | Дисциплина | Лични рекорд | Резултат      | Место         | Резултат | Место  | Детаљи |
| ------------------ | ---------- | ------------ | ------------- | ------------- | -------- | ------ | ------ |
| Анита Хинриксдотир | 800 м      | 2:01,56 НР   | 2:01,96 кв    | 3. у гр. 1    | 2:02,58  | 5 / 17 |        |